# Zweden op het Eurovisiesongfestival 2012

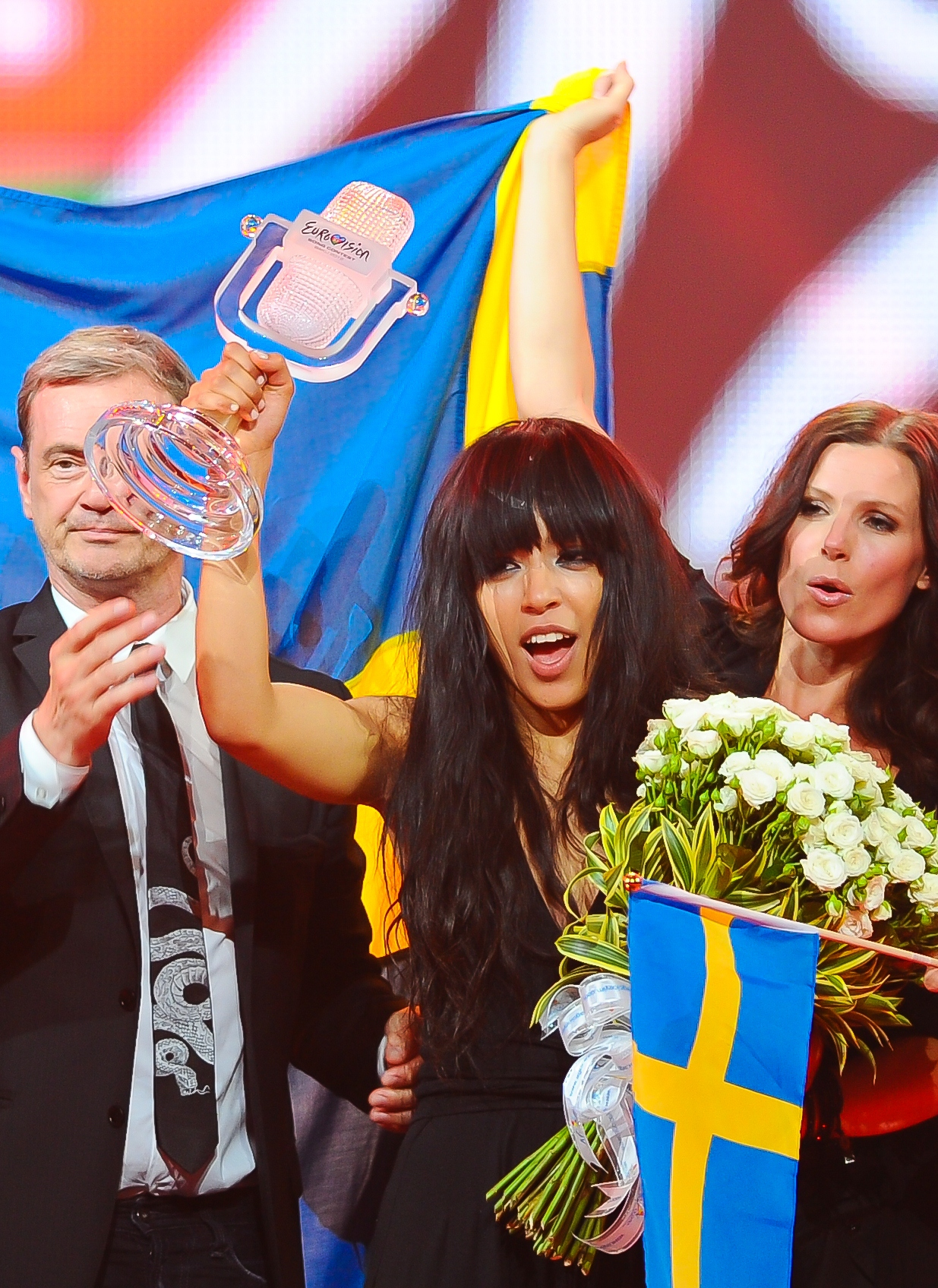
Loreen tijdens het Eurovisiesongfestival 2012

Zweden nam deel aan het Eurovisiesongfestival 2012 in Bakoe, Azerbeidzjan. Het was de 52ste deelname van het land op het Eurovisiesongfestival. De selectie verliep via het jaarlijkse Melodifestivalen, waarvan de finale plaatsvond op 10 maart 2012. SVT was verantwoordelijk voor de Zweedse bijdrage voor de editie van 2012.

## Selectieprocedure
De Zweedse bijdrage voor het Eurovisiesongfestival 2012 werd gekozen via Melodifestivalen, dat aan zijn 51ste editie toe was. Enkel de eerste Zweedse bijdrage voor het festival, in 1958 werd niet via de liedjeswedstrijd verkozen. Sveriges Television wijzigde het format niet in vergelijking met 2011. 32 nummers werden vertolkt in de vier halve finales. Het publiek kon per halve finale via televoting twee liedjes doorsturen naar de finale. De derde en vierde van de avond mochten verder naar de tweedekansronde. Daarin namen de acht kandidaten het tegen elkaar op in duels, tot er nog twee artiesten overbleven. Deze twee mochten ook door naar de finale. In de finale werden de vakjury's geïntroduceerd, die 50 % van de stemmen bepaalden. De rest werd bepaald door het publiek.
De selectieprocedure van de artiesten die mochten deelnemen aan Melodifestivalen 2012 werd licht gewijzigd in vergelijking met 2011. Zestien nummers werden door een vakjury geselecteerd. Een jaar eerder waren dit er vijftien. SVT zelf nodigde dan weer vijftien artiesten uit om deel te nemen. Ook dit jaar was er een internetselectie, waar ditmaal slechts één nummer zich kon plaatsen voor de halve finale. De internetselectie begon op 3 oktober 2011 en eindigde op 7 november met een liveshow op radiozender P4 Extra, gehouden in het omroepgebouw van SVT in Stockholm.
Op 21 september 2011 maakte Sveriges Television bekend 3485 inzendingen te hebben ontvangen, 367 minder dan een jaar eerder. 570 daarvan deden mee aan de internetselectie. Op 31 oktober raakte bekend dat Gina Dirawi, Sarah Dawn Finer en Helena Bergström de halve finales, de tweedekansronde en de finale zouden presenteren.

#### Schema
| Datum            | Stad      | Plaats         | Ronde               |
| ---------------- | --------- | -------------- | ------------------- |
| 7 november 2011  | Stockholm | Omroepgebouw   | Internetselectie    |
| 4 februari 2012  | Växjö     | Vida Arena     | Eerste halve finale |
| 11 februari 2012 | Göteborg  | Scandinavium   | Tweede halve finale |
| 18 februari 2012 | Leksand   | Tegera Arena   | Derde halve finale  |
| 25 februari 2012 | Malmö     | Malmö Arena    | Vierde halve finale |
| 3 maart 2012     | Nyköping  | Nordichallen   | Tweedekansronde     |
| 10 maart 2012    | Stockholm | Ericsson Globe | Finale              |

## Melodifestivalen 2012

### Eerste halve finale
4 februari 2012
| Plaats | Artiest                                | Lied                     |
| ------ | -------------------------------------- | ------------------------ |
| 1      | Loreen                                 | Euphoria                 |
| 2      | Dead by April                          | Mystery                  |
| 3      | Sean Banan                             | Sean den förste banan    |
| 3      | Thorsten Flinck & Revolutionsorkestern | Jag reser mig igen       |
| 5      | Afro-Dite                              | The boy can dance        |
| 6      | Marie Serneholt                        | Salt & pepper            |
| 7      | Abalone Dots                           | På väg                   |
| 8      | The Moniker                            | I want to be Chris Isaak |

### Tweede halve finale
11 februari 2012
| Plaats | Artiest           | Lied                 |
| ------ | ----------------- | -------------------- |
| 1      | Ulrik Munther     | Soldiers             |
| 2      | David Lindgren    | Shout it out         |
| 3      | Timoteij          | Stormande hav        |
| 3      | Top Cats          | Baby doll            |
| 5      | Thomas Di Leva    | Ge aldrig upp        |
| 6      | Sonja Aldén       | I din himmel         |
| 7      | Andreas Lundstedt | Aldrig aldrig        |
| 8      | Mimi Oh           | Det går för långsamt |

### Derde halve finale
18 februari 2012
| Plaats | Artiest                     | Lied              |
| ------ | --------------------------- | ----------------- |
| 1      | Molly Sandén                | Why am I crying   |
| 2      | Björn Ranelid feat. Sara Li | Mirakel           |
| 3      | Andreas Johnson             | Lovelight         |
| 3      | Youngblood                  | Youngblood        |
| 5      | Mattias Andréasson          | Förlåt mig        |
| 6      | Love Generation             | Just a little bit |
| 7      | Carolina Wallin Pérez       | Sanningen         |
| 8      | Maria BenHajji              | I mina drömmar    |

### Vierde halve finale
25 februari 2012
| Plaats | Artiest                          | Lied                  |
| ------ | -------------------------------- | --------------------- |
| 1      | Lisa Miskovsky                   | Why start a fire      |
| 2      | Danny Saucedo                    | Amazing               |
| 3      | Lotta Engberg & Christer Sjögren | Don't let me down     |
| 3      | Dynazty                          | Land of broken dreams |
| 5      | Charlotte Perrelli               | The girl              |
| 6      | Axel Algmark                     | Kyss mig              |
| 7      | Hanna Lindblad                   | Goosebumps            |
| 8      | OPA                              | Allting blir bra igen |

### Tweedekansronde
3 maart 2012
|  | Eerste ronde | Eerste ronde                    | Eerste ronde             |        |                             | Tweede ronde         | Tweede ronde | Tweede ronde |
|  |              |                                 |                          |        |                             |                      |              |              |
|  | 1            | Dynazty - Land of broken dreams | 46.666                   |        |                             |                      |              |              |
|  | 2            | Top Cats - Baby doll            | 75.114                   |        |                             |                      |              |              |
|  | 2            | Top Cats - Baby doll            | 75.114                   |        | 2                           | Top Cats - Baby doll | 98.782       |              |
|  |              |                                 |                          |        | 2                           | Top Cats - Baby doll | 98.782       |              |
|  |              | 4                               | Timoteij - Stormande hav | 54.788 |                             |                      |              |              |
|  | 3            | 4                               | Timoteij - Stormande hav | 54.788 | Andreas Johnson - Lovelight | 60.969               |              |              |
|  | 3            |                                 |                          |        | Andreas Johnson - Lovelight | 60.969               |              |              |
|  | 4            | Timoteij - Stormande hav        | 69.883                   |        |                             |                      |              |              |

|  | Eerste ronde | Eerste ronde                                                | Eerste ronde                       |         |                                    | Tweede ronde                                                | Tweede ronde | Tweede ronde |
|  |              |                                                             |                                    |         |                                    |                                                             |              |              |
|  | 1            | Thorsten Flinck & Revolutionsorkestern - Jag reser mig igen | 109.526                            |         |                                    |                                                             |              |              |
|  | 2            | Lotta Engberg & Christer Sjögren - Don't let me down        | 79.235                             |         |                                    |                                                             |              |              |
|  | 2            | Lotta Engberg & Christer Sjögren - Don't let me down        | 79.235                             |         | 1                                  | Thorsten Flinck & Revolutionsorkestern - Jag reser mig igen | 196.014      |              |
|  |              |                                                             |                                    |         | 1                                  | Thorsten Flinck & Revolutionsorkestern - Jag reser mig igen | 196.014      |              |
|  |              | 3                                                           | Sean Banan - Sean den förste banan | 111.443 |                                    |                                                             |              |              |
|  | 3            | 3                                                           | Sean Banan - Sean den förste banan | 111.443 | Sean Banan - Sean den förste banan | 138.034                                                     |              |              |
|  | 3            |                                                             |                                    |         | Sean Banan - Sean den förste banan | 138.034                                                     |              |              |
|  | 4            | Youngblood - Youngblood                                     | 63.984                             |         |                                    |                                                             |              |              |

### Finale
10 maart 2012
| Plaats | Artiest                                | Lied               | Jury | Publiek | Totaal |
| ------ | -------------------------------------- | ------------------ | ---- | ------- | ------ |
| 1      | Loreen                                 | Euphoria           | 114  | 154     | 268    |
| 2      | Danny Saucedo                          | Amazing            | 92   | 106     | 198    |
| 3      | Ulrik Munther                          | Soldiers           | 62   | 26      | 88     |
| 4      | David Lindgren                         | Shout it out       | 65   | 23      | 88     |
| 5      | Molly Sandén                           | Why am I crying    | 55   | 22      | 77     |
| 6      | Top Cats                               | Baby doll          | 35   | 33      | 68     |
| 7      | Dead by April                          | Mystery            | 25   | 27      | 52     |
| 8      | Thorsten Flinck & Revolutionsorkestern | Jag reser mig igen | 3    | 40      | 43     |
| 9      | Lisa Miskovsky                         | Why start a fire   | 21   | 18      | 39     |
| 10     | Björn Ranelid feat. Sara Li            | Mirakel            | 1    | 24      | 25     |

## In Bakoe
In Bakoe trad Zweden aan in de tweede halve finale, op donderdag 24 mei. Loreen was als elfde van 18 acts aan de beurt, net na die van Kroatië en voor die van Georgië. Bij het openen van de enveloppen bleek dat Zweden zich had gekwalificeerd voor de finale. Na afloop van het festival zou duidelijk worden dat Loreen haar halve finale overtuigend had gewonnen, met 181 punten, 22 meer dan Servië.
In de finale trad Zweden als zeventiende van 26 landen aan, na Griekenland en voor Turkije. Zweden nam al vrij snel de koppositie over van Rusland, en gaf deze niet meer af. Loreen won uiteindelijk het Eurovisiesongfestival met een monsterscore van 372 punten, de tweede hoogste score ooit. Enkel de Noor Alexander Rybak deed in 2009 met 387 punten beter.